# Schall und Rauch (1901–1903)

Martin Zickel, Friedrich Kayssler und Max Reinhardt als Pierrots, 1901

Schall und Rauch war ein  Kabarett in Berlin von 1901 bis 1903 unter der Leitung von Max Reinhardt.

## Geschichte

### Anfänge
Um 1900 hatte sich eine Gruppe von Schauspielern vor allem des Deutschen Theaters gebildet, die sich regelmäßig im Café Monopol am Bahnhof Friedrichstraße (und in einem Café in der Lessingstraße) trafen und sich die „Die Brille“ nannten. Diese improvisierten bei ihren geselligen Zusammenkünften Parodien und Szenen. Die hauptsächlichen Akteure waren der noch unbekannte junge Max Reinhardt, Paul Martin und Paul Biensfeldt.
Am 23. Januar 1901 trat die Gruppe erstmals als Kabarett Schall und Rauch im Künstlerhaus in der Bellevuestraße auf. Der Name entstand, weil einem nichts anderes einfiel, und nach Goethe Namen eben „Schall und Rauch“ seien. Zu der Gruppe gehörten auch Friedrich Kayßler, Richard Vallentin, Waldemar Runge, Else Heims, Marie Elsinger, Anni Treuner, Agnes Müller, Frau Kayßler-Wilke, Minna Höcker-Behrens und als Souffleuse Frau Weinholz. Das Programm bestand zunächst aus kabarettartigen Parodien, literarischen Chansons und Miniaturen. Es entstanden die Stücke Don Carlos an der Jahrhundertwende (Parodien auf Don Karlos von Schiller), Eine Reihe Parkett, Das Regiekollegium (Parodie einer Theaterprobe) und als Höhepunkt Don Carlos auf der Schmiere, alle von Max Reinhardt verfasst. In weiteren Szenen wurden der Stil von Maeterlinck und Gerhart Hauptmann parodiert. Die Vorstellungen fanden meist im Künstlerhaus in der Bellevuestraße im Tiergarten statt, allerdings erst um Mitternacht nach Ende der Theatervorstellungen. Es gab auch Gastauftritte im Deutschen Theater und in anderen Städten. Thomas Mann erzählte über einen Auftritt in München:

„Am Anfang der Wiedergeburt des Theaters aus dem Geiste des Theaters stand die Parodie. Wir jungen Leute in München, Mitglieder eines akademisch-dramatischen Vereins, denen die Reinhardt-Leute ihre Don-Carlos-Parodie vorspielten, lachten Tränen.“

### Kleines Theater

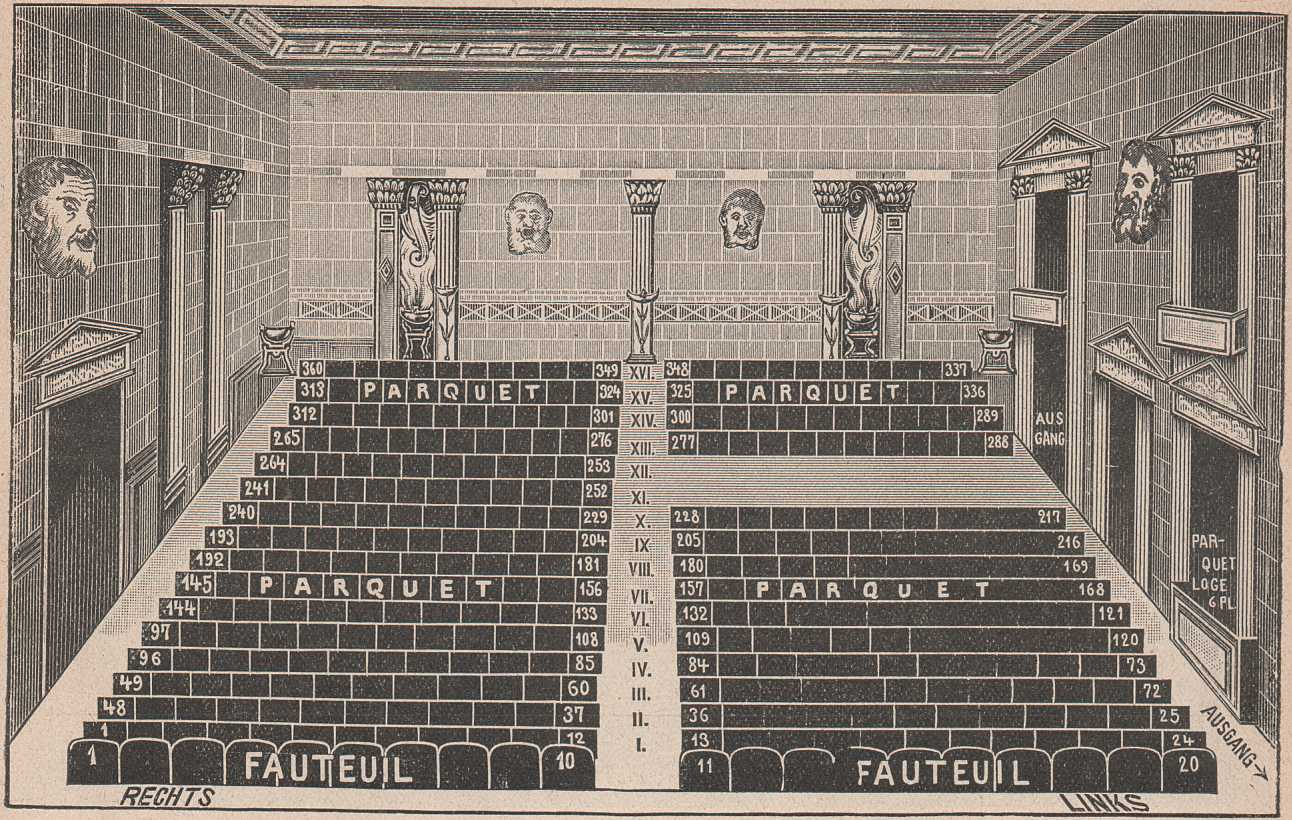
Kleines Theater, Innenansicht mit Bestuhlung (1912)

Im Juli 1901 wurde ein Saal im ehemaligen Hotel Imperial in der Straße Unter den Linden 44 angemietet und zur Spielstätte umgebaut.
Am 9. Oktober 1901 fand dort die erste Aufführung mit der Parodie Serenissimus statt, noch mit geringer Resonanz des Berliner Publikums, das den Ort und das Format des Programms nicht kannte. Es wurden weiter die bewährten Parodien und Szenen gespielt. Für die Bühnengestaltung wurden die Maler Lovis Corinth und Edvard Munch und der Bildhauer Max Kruse gewonnen, die Programmzettel entwarf der Grafiker Edmund Edel, die Plakate und das Briefpapier Emil Orlik. Die Bühne wurde mit einem Zeltdach versehen, es gab griechische Masken an den Wänden und es wurde mit Raucheffekten gearbeitet. Die Resonanz und Zustimmung des Publikums nahm bald zu.
Trotzdem entschied sich das Ensemble unter Leitung von Max Reinhardt bald, vor allem ernsthafte Dramen junger Autoren wie Strindberg, Wedekind und Wilde aufzuführen und sich in Kleines Theater umzubenennen.
Die kabarettistischen Programme von Schall und Rauch wurden bis etwa November 1903 parallel weitergeführt und danach eingestellt.